# Bàrbara Raubert i Nonell
Bàrbara Raubert i Nonell és una periodista cultural catalana, llicenciada en Història de l'Art i Periodisme.
Treballa en diversos mitjans especialitzats i durant més de deu anys ha fet crítica de dansa a l'Avui/El Punt entre 2001 i 2012. Igualment, ha col·laborat en revistes com DDansa, Susy Q, Escola Catalana o Papers d'Art.
També ha col·laborat amb institucions cultuals com Enciclopèdia Catalana, elaborant continguts; el Mercat de les Flors, coordinant la revista Reflexions entorn de la dansa (entre 2003 i 2001), o amb l'Institut del Teatre, on imparteix una assignatura d'història de l'art. Ha estat cocomissària de l'exposició "Arts del Moviment. La Dansa a Catalunya de 1966 a 2012" al costat de Joaquim Noguero.
Altrament, ha fet treballs de vídeo i suport de premsa en diferents àmbits. És coautora del llibre Filosofía de la danza, junt amb Magda Polo Pujadas i Roberto Fratini Serafide, i ha publicat i coordinat diferents treballs especialitzats en dansa. Així, és coordinadora de la col·lecció Discozombi editada conjuntament pel Mercat de les Flors i l'Institut del Teatre, que recull textos sobre dansa i coreògrafs catalans.